# Peoria Civic Center
Le Peoria Civic Center est une salle polyvalente de Peoria dans l'État de l'Illinois aux États-Unis.

## Historique
Elle ouvre en 1982. Elle est composée d'une patinoire, la Carver Arena, d'un théâtre, d'un hall et de salles de réunions. La patinoire accueille les Rivermen de Peoria de la Ligue américaine de hockey.